# Basbiti Jingadiya
Basbiti Jingadiya – gaun wikas samiti w środkowej części Nepalu  w strefie Narajani w dystrykcie Rautahat. Według nepalskiego spisu powszechnego z 2001 roku liczył on 717 gospodarstw domowych i 4772 mieszkańców (2310 kobiet i 2462 mężczyzn).